# 台灣美術主體性
台灣美術主體性是一個概念，沒有一種單一的台灣美術主體性，每個人都有一套對於主體性的想像。

## 歷史背景
解嚴後，因為社會、政治和體制改革的全面開放，人民開始有了話語權， 對於台灣長期邊緣化、被動的角色促發了人民對於台灣意識、主體性的想像與追求。在藝術領域，以倪再沁〈西方美術、台灣製造〉所引發一連串與許多藝術家、策展人與藝評人的論辯，讓台灣美術主體性的問題開始被討論和思考。

## 藝術論戰
1991年4月，倪再沁於《雄獅美術》發表〈西方美術、台灣製造—台灣現代美術的批判〉及〈中國水墨，台灣趣味—台灣水墨發展的批判〉在內的數篇批判專文。這一系列關於探討「台灣美術主體性」的文章，在當時引發美術圈的軒然大波，引發了一年又十個月的論戰和筆仗。
在〈西方美術、台灣製造—台灣現代美術的批判〉這篇文章中，倪再沁從文化廣角的批判觀點和以台灣主體的思考，剖析台灣現代美術的變貌與異相，並對於台灣現代美術主流權威展開點名批判的反制挑戰，儘管最終成為了各方掃射的箭靶，但對本土美術論述空間預留了討論的潛能。
直到1993年2月林惺嶽發表出〈美術本土化的釋疑與伸論〉一篇總論為止。在林惺嶽筆力雄厚的論述中，用嚴詞批判西化論者，以吳鳳的倒塌、野百合的挫敗及二二八紀念碑的挑戰，說明藝術難以回應社會群眾的現實困境與無法自絕於歷史人群的社會責任。文中指出只有自身的實踐才是最深刻的，批評以對西洋理論詞彙如辭典般的現成邏輯，最後提出創作者需以自身主體為中心，而古今中外的所有流派應該以中性的，是與創作者維持等距離放射狀的資料庫，並已積極態度接觸資訊的新思考模式，作為本土美術現代化的策略與應用。

## 雙年展：台灣藝術主體性
在1996年由台北市立美術館所舉辦的雙年展，主題為台灣藝術主體性(TAIPEI Biennial The Quest For Identity)
由蔡宏明、謝東山、李俊賢、路況、羅智成擔任策劃人，藉由「認同與記憶」、「視覺思維」、「環境與都會」、「情慾與權力」、四項附屬子題，來呈現台灣當代藝術創作的多元面貌，同時也藉由藝術的討論來喚起對於台灣藝術主體性議題的關心與思考。

### 認同與記憶
為藝術評論者蔡宏明先生策劃。以藝術不同的形態，呈現對台灣風土、民情、社會、政治、經濟的思辨，試圖喚起觀眾個人與群體歷史的聯繫，產生對台灣的認同與集體記憶的情感。
依據作品的內涵和精神，將歸類為歷史造像、生活記憶、文化認同、從血緣到世界的認同、認同與記憶等多項子題呈現。

### 視覺思維
由李俊賢先生主籌。從作品的視覺圖像將其分類為色彩與質感、形與圖式、空間結構、時間與歷史、地域與族群、資訊與媒體。

### 環境與都會
為路況先生籌劃。探討台灣高度的工商發展對於自然與人文環境的鉅大改變，對於破壞環境與生態的環保問題，以及帶起一股重新關懷土地的環境意識，在這裡藝術不在只是討論藝術，藝術的自主性不再是與世隔絕，而是一種對社會、環境的參與和介入。

### 情慾與權力
由謝東山教授策劃，在藝術的表現上是以身體為主的一項展覽，關注的是當代人因性別差異所引發的主觀意識，內容包括女性主義、情慾、性別認同、身體主權，而展覽的中心議題為「權力」，藝術家利用藝術的方式去提出對於當代議題中女性在社會中的地位。